# Чемпіонат Швеції з хокею 1923
 Чемпіонат Швеції з хокею: 1923 — 2-й сезон турніру з хокею з шайбою, який проводився за кубковою системою. 
Переможцем змагань став клуб ІК «Йота» (Стокгольм).

## Турнір

### Кваліфікаційний раунд
- 27 лютого 1923: «Юргорден» ІФ (Стокгольм) - «Гаммарбю» ІФ (Стокгольм) 2-0

### Півфінал
- 1 березня 1923: «Юргорден» ІФ (Стокгольм) - ІФК Стокгольм 4-0
- 1 березня 1923: ІК «Йота» (Стокгольм) - Нака СК 4-3

### Фінал
- 4 березня 1923: ІК «Йота» (Стокгольм) - «Юргорден» ІФ (Стокгольм) 3-0